# Heliocopris anguliceps
Heliocopris anguliceps là một loài bọ cánh cứng trong họ Bọ hung (Scarabaeidae).